# Browar Czarnków

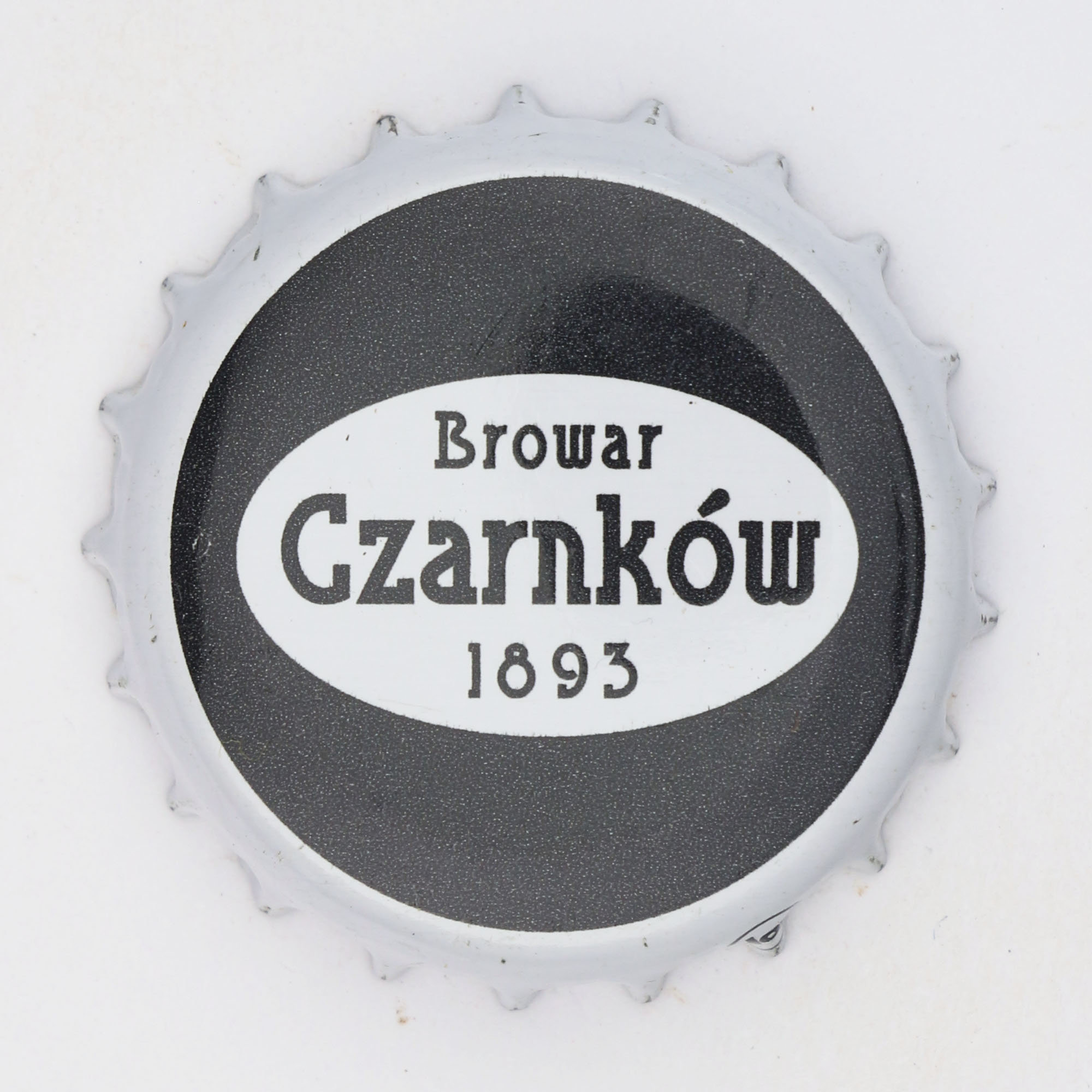
Kapsel browaru Czarnków

Browar Czarnków – browar w Czarnkowie.

## Historia
Browar w Czarnkowie istniał od 1800 roku. Obecny zakład został wzniesiony na miejscu dawnego zamku Nałęczów-Czarnkowskich. W latach 1865–1881 nosił nazwę Brauerei Streich. W 1893 roku zakład nabył Heinrich Koeppe, który dokonał jego gruntownej przebudowy i rozbudowy, a także zmienił nazwę na Schlossbrauerei. W okresie międzywojennym właścicielem browaru był Rudolf Koeppe. Zakład nosił wówczas polską nazwę Browar Zamkowy w Czarnkowie. W czasie II wojny światowej browar należał do wdowy po Rudolfie Koeppe, Gertrudy oraz do jego syna Hansa Koeppe.
W 1945 roku rodzina Koeppe utraciła zakład. Browar został przejęty przez Armię Czerwoną i przez kilka miesięcy znajdował się pod nadzorem wojskowym. Jeszcze w 1945 roku został znacjonalizowany. Całe mienie zakładu zostało przekazane na rzecz spółdzielni Robotnik, która administrowała browarem do 1950 roku. Po likwidacji spółdzielni browar w Czarnkowie stał się częścią Zakładów Piwowarsko-Słodowniczych w Poznaniu, a następnie Wielkopolskich Zakładów Piwowarskich w Poznaniu.
1 stycznia 1989 roku browar w Czarnkowie włączono do kombinatu rolnego PGR Brzeźno. W 1992 roku po likwidacji państwowego gospodarstwa rolnego w Brzeźnie zakład przeszedł na własność Skarbu Państwa. Od 1992 roku był administrowany przez agencję państwową i nosił nazwę Gospodarstwo Rolne Skarbu Państwa w Brzeźnie w Administrowaniu Browar Czarnków.
W 1993 roku podjęto pierwszą próbę jego prywatyzacji. Przetarg został jednak unieważniony. Kilka kolejnych w następnych latach zostało odwołanych lub nie doszło do skutku. Ostatni w 2010 roku.  
W grudniu 2010 roku w drodze przetargu kandydatem na nabywcę zakładu piwowarskiego w Czarnkowie została spółka Browar Gontyniec Sp. z o.o.. Finalizacja transakcji sprzedaży browaru nastąpiła w marcu 2011 roku.

## Charakterystyka
W browarze w Czarnkowie w 2010 zatrudnione były 34 osoby. Zdolności wytwórcze browaru wynoszą około 50 tysięcy hektolitrów rocznie. Z uwagi jednak na korzystanie z ulg podatkowych w zakładzie produkuje się w ciągu roku jedynie około 30 tysięcy hektolitrów piwa rocznie (stan na 2010).
W browarze produkowane są dwa gatunki piwa dolnej fermentacji: jasne i ciemne. Sprzedawane one są pod kilkoma markami w małych pękatych butelkach typu steine. 
Zakład jest jednym z nielicznych w Polsce, gdzie stosuje się jeszcze wyłącznie dawne metody produkcji i klasyczne urządzenia piwowarskie m.in. otwarte kadzie fermentacyjne, kocioł parowy. W związku z tymi cechami w 2006 roku piwo Noteckie z browaru w Czarnkowie zostało wpisane przez Ministerstwo Rolnictwa i Rozwoju Wsi na polską Listę Produktów Tradycyjnych.

## Produkty

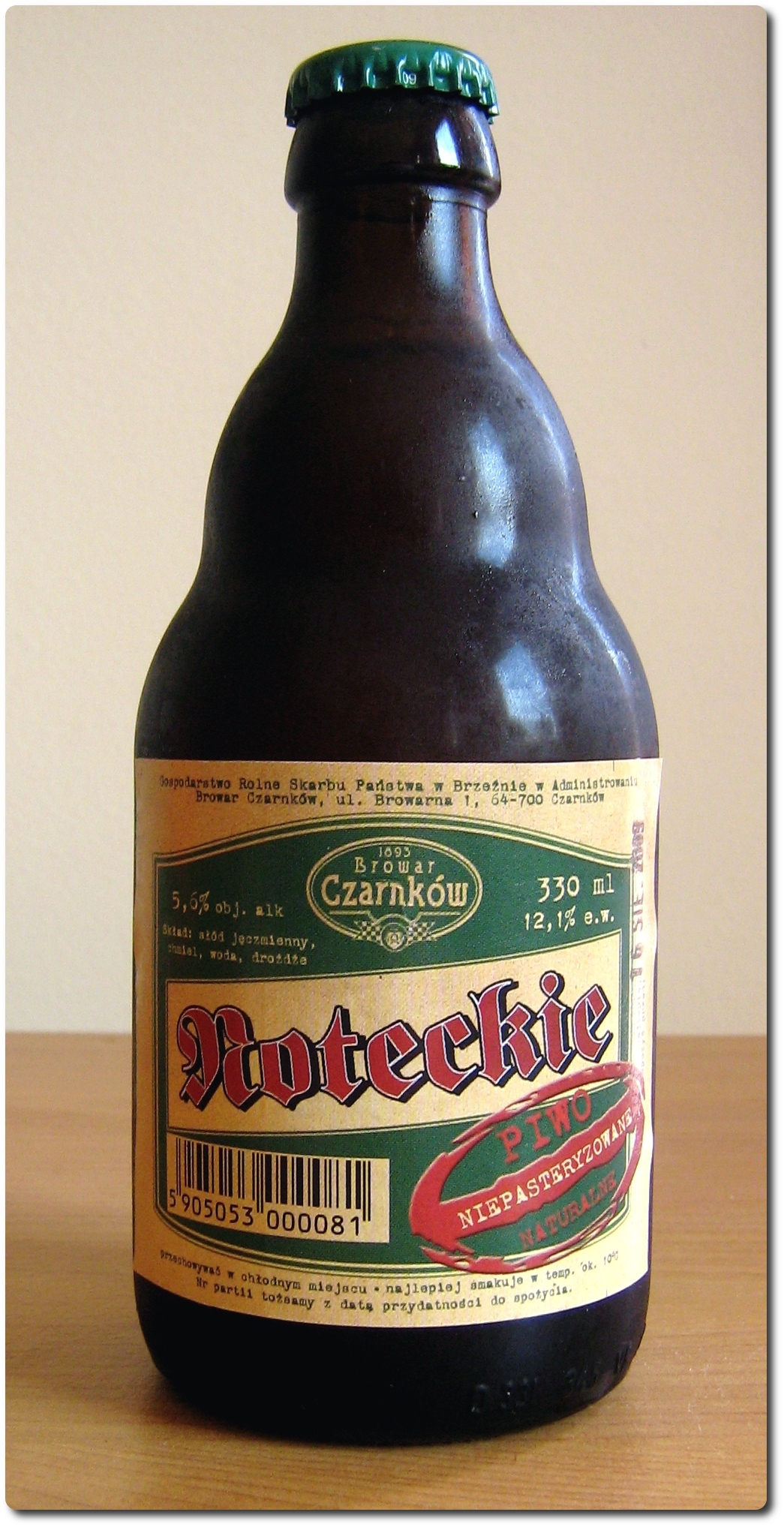
Piwo Noteckie w charakterystycznej butelce 0,33 l typowej dla Browaru Czarnków

Lager
- Izerskie
- Noteckie
- Noteckie Pils
- Proletaryat

Dark lager
- Eire Noteckie
- Walońskie
- Proletaryat Ciemne

Specjalne
- Niefiltrowane
- Na Miodzie Lipowym
- Korzenne